# Metacrangon agassizii
Metacrangon agassizii är en kräftdjursart som först beskrevs av Sidney Irving Smith 1882.  Metacrangon agassizii ingår i släktet Metacrangon och familjen Crangonidae. Inga underarter finns listade i Catalogue of Life.